# Sami Vänskä

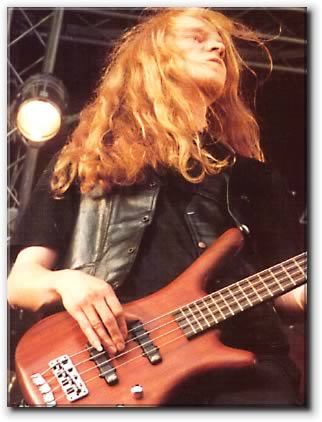
Sami Vänskä, 1999

Sami Vänskä (* 26. September 1976) ist ein finnischer Bassist.

## Werdegang
Sami Vänskä brachte sich das Bassspielen selbst bei und wirkte in verschiedenen Bands mit. 1994 gehörte er zu den Gründungsmitgliedern der Gothic-/Doom-Metal-Band Nattvindens Gråt, mit denen er zwei Alben veröffentlichte. Die Band löste sich schließlich im Jahre 1997 auf. Zwischenzeitlich hatte der Keyboarder von Nattvindens Gråt Tuomas Holopainen die Symphonic-Metal-Band Nightwish gegründet. Vor den Aufnahmen zu ihrem zweiten Studioalbum Oceanborn holte Holopainen Vänskä in seine neue Band und brachte mit ihm zwei Studioalben heraus. Im Jahre 2001 musste Vänskä die Band verlassen, nachdem es zwischen ihm und Holopainen zu Meinungsverschiedenheiten kam. Darüber hinaus warf Holopainen Vänskä vor, dass sein Interesse an der Band schwinden würde. Vänskä, der von Marco Hietala ersetzt wurde, konzentrierte sich daraufhin auf die Bluesrock-Band Root Remedy. Mit dieser Band veröffentlichte er drei Studioalben, bevor er die Band im Jahre 2008 verließ und seitdem musikalisch nicht mehr aktiv ist.
2016 trat Vänskä einmalig mit Nightwish in Finnland auf.

## Diskografie
| mit Nattvindens Gråt - 1995: A Bard’s Tale - 1997: Chaos Without Theory | mit Nightwish - 1998: Oceanborn - 2000: Wishmaster - 2001: Over the Hills and Far Away | mit Root Remedy - 1999: Medication Time With... - 2003: Root Remedy - 2006: The Crawler |